# Guardium

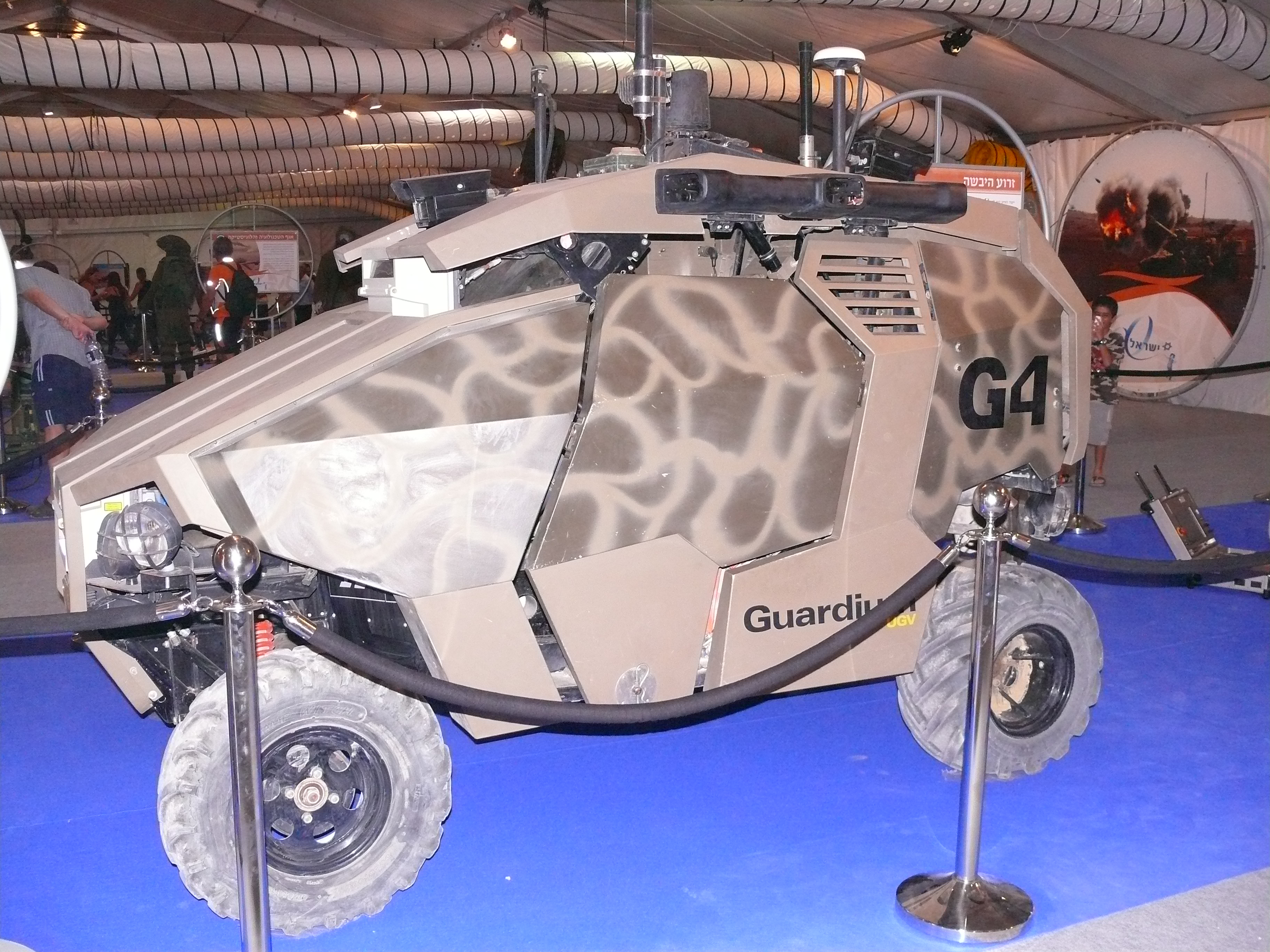

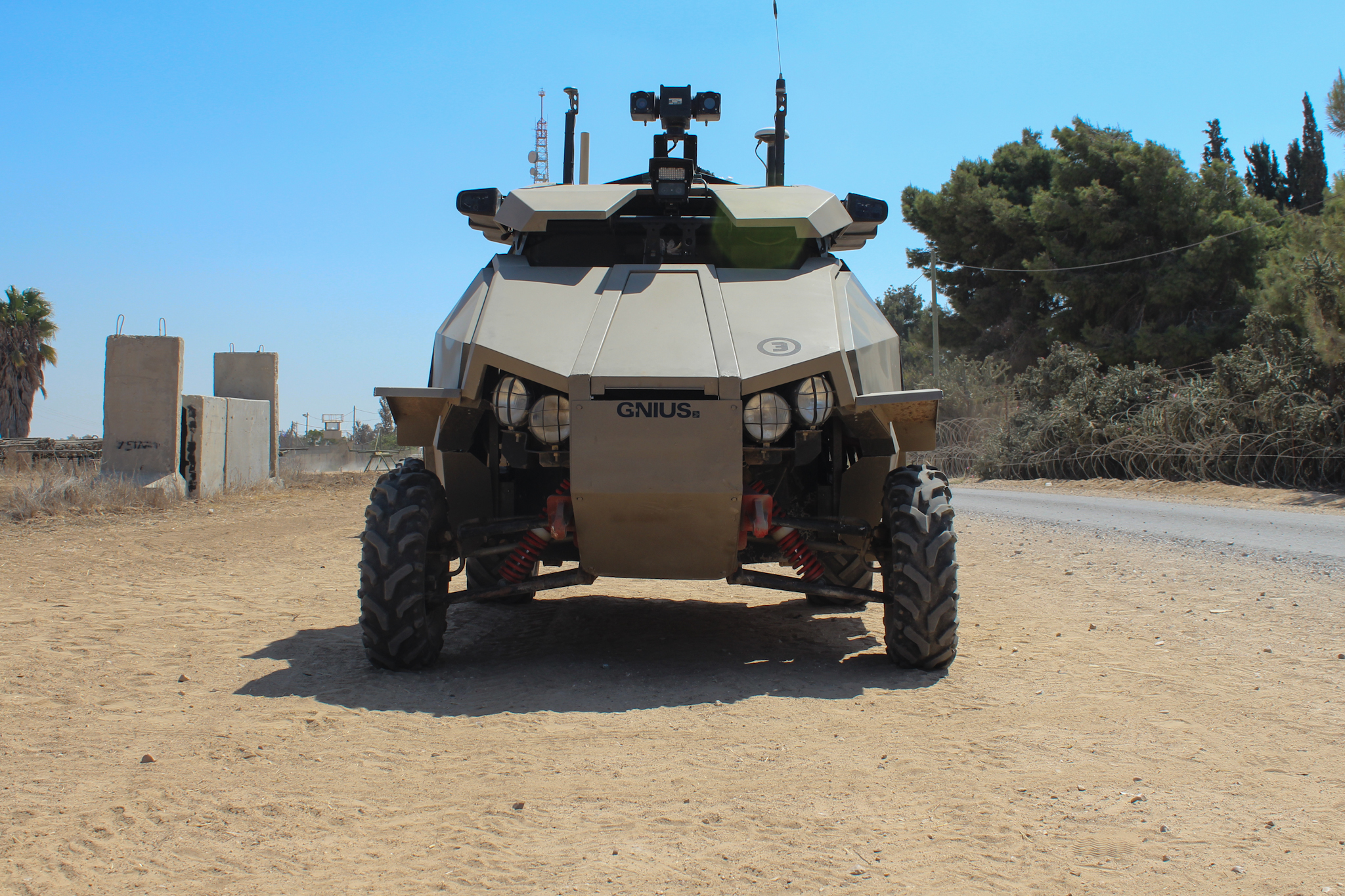

Guardium — беспилотный военный автомобиль.
Создан израильской фирмой G-NIUS, принадлежащей израильским оборонным компаниям «Эльбит Маарахот» и «Таасия Авирит». Впервые продемонстрирован в 2009 году на выставке в Лондоне.
Предназначен для патрулирования, сопровождения автоколонн, ведения разведки и охраны. Guardium построен на базе четырёхколесного багги, обеспечивающего повышенную проходимость на пересеченной местности. Поступил на вооружение Армии обороны Израиля в начале 2009 года.
Оснащается четырёхтактным дизельным двигателем Lombardini. Имеет 38-сантиметровый клиренс, 34-сантиметровый ход подвески.

## ТТХ
- Может патрулировать по заданному маршруту по дороге и пересеченной местности без вмешательства оператора
- Полный дистанционный контроль
- Развивает скорость до 80 км/ч
- до 300 кг полезной нагрузки
- возможность установки оружия
- Двухсторонняя аудио связь